# Siloca electa
Siloca electa là một loài nhện trong họ Salticidae.
Loài này thuộc chi Siloca. Siloca electa được Elizabeth Bangs Bryant miêu tả năm 1943.